# Östergötlands runinskrifter ATA4666/43
Östergötlands runinskrifter ATA4666/43, Ög ATA4666/43, är tre fragment av en vikingatida runristad gravhäll av kalksten. De finns i Normlösa kyrka i Mjölby kommun. Placeringen är i vapenhuset, där också Ög 198 förvaras. Dessa fragment tillsammans utgör inte hela hällen, utan delar av den saknas. Objektet påträffades 1943, i samband med en renovering av kyrkan. Sin placering i vapenhuset fick det 1948. Ristningen innehåller förutom runor även ornament.

## Translitterering
I translittererad form lyder runinskriften:
... efti- ...- si(n)
Runföljden efti- finns på det största fragmentet och -si(n) på det näst minsta. Över det allra minsta fragmentet löper blott en ornamental ristningslinje.

## Översättning
De båda orden tolkas som "efter" (æftiR) respektive "sin" (sinn).